# Carmelo Robledo
Carmelo Robledo (n. 13 iulie 1912, Buenos Aires, Argentina – d. 9 noiembrie 1961) a fost un boxer ce a reprezentat Argentina, medaliat olimpic. A participat la 2 ediții ale Jocurilor Olimpice (1928, 1932) în care a câștigat o medalie de aur.